# Bosenská církev
Bosenská církev (bosensky Crkva bosanska, Црква босанска) byla nezávislá křesťanská církev ve středověké Bosně. Přívrženci této církve se sami nazývali krstjani (křesťané) nebo dobri Bošnjani (dobří Bosňané). Byla římskokatolickou i pravoslavnou církví považována za kacířskou.
Historikové ji tradičně spojují s bogomilstvím, i když tento názor byl zpochybněn a je nyní odmítán většinou odborníků. Organizace a přesvědčení církve je často mylně chápáno, protože po členech církve zůstalo jen velmi málo památek a její církevní věrouka se dochovala pouze zkresleně a zkratkovitě ve zmínkách zaujatých nepřátel, především pak v záznamech římskokatolické církve.
Monumentální náhrobky zvané stećci, které se běžně zhotovovaly ve středověké Bosně a Hercegovině, stejně tak v Chorvatsku, Srbsku a Černé Hoře, jsou obvykle spojovány právě s Bosenskou církví.
Hlavním centrem bosenské církve byla vesnice Moštre nedaleko města Visoko, kde od 70. let. 13. stol. až do osmanského záboru Bosny sídlil její biskup s titulem djed (děd).
Nejvýznamnějším rukopisem spojeným s Bosensku církví je Hvalův sborník z roku 1404.

## Pozadí

### Schizma

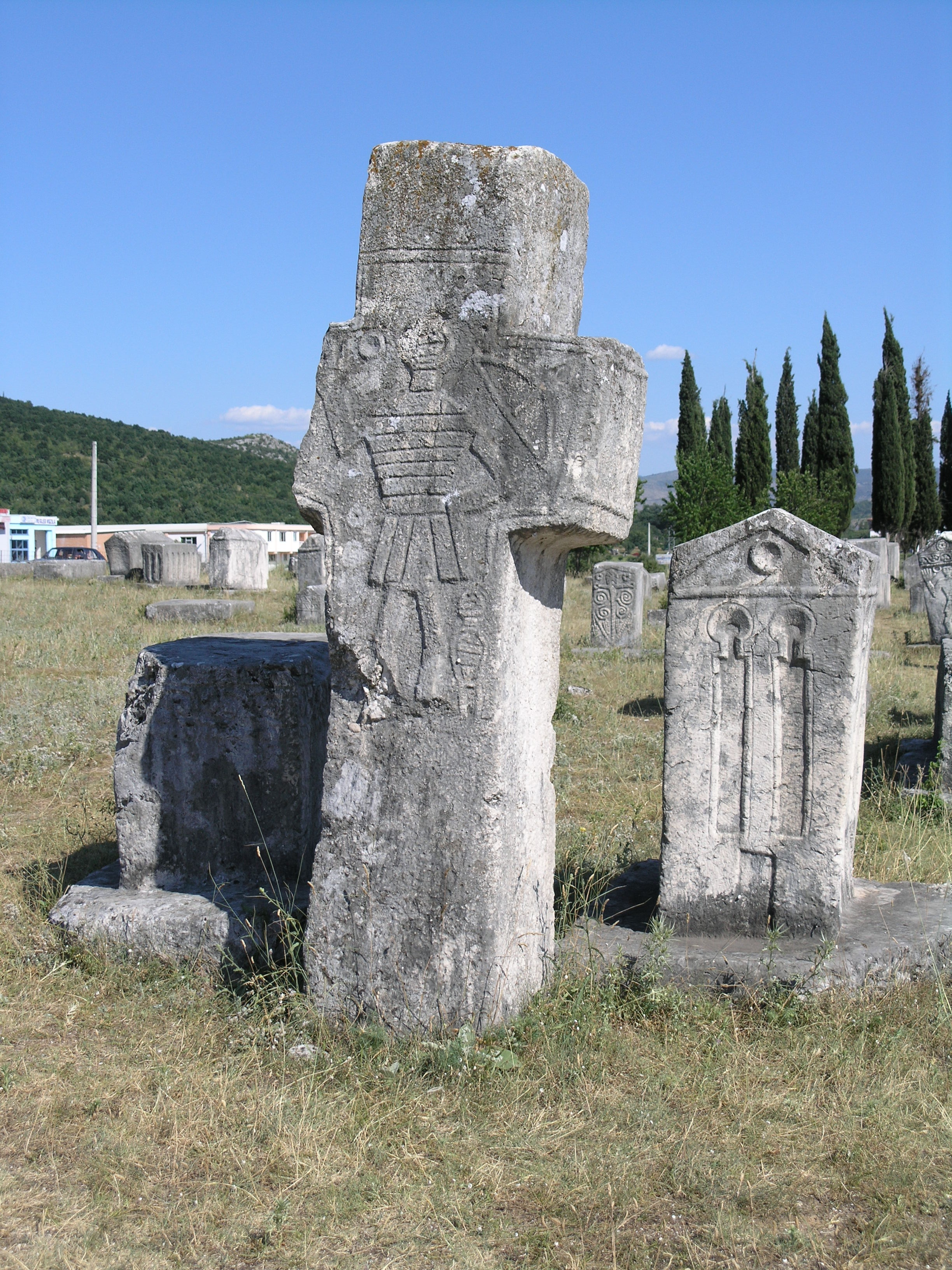
Nekropole Radimlja, pohřebiště v Bosně a Hercegovině

Křesťanské mise vedené z Říma a Konstantinopole zavítaly na Balkán v 9. století. Během nich byly christianizování jižní Slované a určily se hranice mezi Svatým stolcem a Konstantinopolským patriarchátem. V Chorvatsku v oblasti Dalmácie se tak rozšířila římskokatolická církev, zatímco v Srbsku se rozšířilo pravoslaví. Mezi těmito státy ležela hornatá Bosna, která patřila pod správu Říma, avšak katolismus zde nikdy neměl silný vliv kvůli organizaci a špatné komunikaci. Středověká Bosna tak byla nazývána "nikomu nepatřící zemí" mezi dvěma církvemi, čímž získalo toto místo unikátní náboženskou historii a nezávislost na ostatních církví.
Římskokatolická církev a pravoslaví měli převahu v různých částech dnešní Bosny a Hercegoviny; následníci římskokatolické církve byli povětšinou na západě, severu a ve středu Bosny, zatímco pravoslaví se rozvinulo v Zachlumii (dnes ležící v Hercegovině) a podél východních bosenských hranic. To vše se změnilo v polovině 13. století, kdy Bosenská církev měla převahu nad římskokatolickou. Zatímco Bosna byla především katolická, v hlubokém středověku byl bosenským biskupem jmenován zástupce Bosenské církve. Zatímco papežství trvalo na užívání latiny jako liturgického jazyka, bosenští katolíci si zachovali církevní slovanský jazyk.

### Abjurace a křížové výpravy
Vukan, vládce Duklji, napsal v roce 1199 papeži Inocenci III., že Kulin, vládce Bosny, se stal kacířem spolu se svou ženou, sestrou a dalšími příbuzným a k nim se přidalo 10 tisíc Bosňanů. Arcidiecéze splitsko-makarská chtěla mít Bosnu pod kontrolou, podpořila Vukanvu stížnost a obvinila aricbiskupa z Ragusy, že zanedbal své povinnosti v Bosně. Uherský král Emerich této příležitosti využil k tomu, aby se pokusil získat moc nad územím Bosny. Další obvinění z hereze byla vůči Kulinovi vznášena až do roku 1202 a způsobila, že se v roce 1203 Kulin raději vzdal funkce, aby odvrátil hrozbu křížové výpravy. 
Na jeho přání byl 6. dubna 1203 uspořádán církevní synod v Bilinu Polji, kde se Kulinovi podařilo udržet Bosnu v rámci ragusanské arcidiecéze a zabránit šření uherského vlivu. Současně se ale přiznal k bludům, které on a jeho poddaní vyznávali, žádal o jejich odpuštění a smíření s papežským stolcem, Zdá se, že bludy, z nichž byli Bosňané v Bilinu Polji usvědčeni, byly spíše praktickými chybami, které pramenily z nevědomosti, než z kacířských doktrín.
Roku 1225 vyzval papež Honorius III. uherského krále Ondřeje II. ke křížové výpravě do Bosny, která však skončila porážkou Uhrů. Stejně skončila i další uherská křížová výprava do Bosny v roce 1234. Dalším křížovým výpravám pak zabránil vpád Mongolů do Uher v roce 1241.
V roce 1252 papež Inocenc IV. přidělil Bosnu uherské arcidiecézi v Kalocsi. Bosňané se však odmítali podřídit uherské svrhcovanosti, což mělo za následek oficiální schizma s Římem a vznik nezávislé bosenské církve. 
Roku 1291 vyslal papež Mikuláš IV. do Bosny františkánské misionáře, a rovněž zde zavedl inkvizici, jejíž činnost se však netěšila podpoře místních autorit a nevedla k masovému pronásledování bosenské církve.
Bosenská církev proto koexistovala s katolickou, a částečně i s pravoslavnou církví, po většinu pozdního středověku, ale neexistují přesné údaje o počtu přívrženců obou církví. Několik bosenských vládců bylo členy bosenské církve, zatímco jiní se drželi katolicismu. Ve 14. stol., za vlády Štěpána II. a Tvrtka I., se podařilo bosenskou církev formálně usmířit s Římem. Bez ohledu na misijní činnost františkánů bosenská církev dále přežívala až do dobytí Bosny Osmany v roce 1463.